# Willy Strube
Willy Strube (født 12. juni 1943 i Hamborg, død 19. oktober 2001 i Fløng) var en dansk fagforeningsmand, der som 34-årig blev valgt til forretningsfører i Specialarbejderforbundet i Danmark. Strube begik selvmord efter afsløringer om, at han havde misbrugt forbundets penge til private formål.

## Historie
Han var uddannet frisør, men arbejdede ikke længe i faget. Han blev ufaglært industriarbejder på forskellige virksomheder i København. Hans fagpolitiske karriere startede i 1969, da han blev fællestillidsmand for kollegaerne på Københavns Elektromotorfabrik. Kort tid efter blev han ansat i den lokale fagforening i Glostrup.
I 1975 blev han valgt til forretningsfører hos fabriksgruppen i SiD og var dengang den yngste, som var blevet valgt til den post. Fire år efter afløste han Hardy Hansen som formand for fabriksgruppen og var nu den øverste for forbundets største gruppe. Som formand for fabriksgruppen blev han senere næstformand for CO-industri og var i 20 år med til at forhandle den store overenskomst på industriområdet.
På forbundets kongres i 1995 skulle der vælges en ny forbundsformand efter Hardy Hansen. Strube så det som sin store chance for at komme helt til tops, og han stillede op til et kampvalg mod Poul Erik Skov Christensen. Willy Strube regnede med, at han ville vinde stort, men fik en overraskelse, da Hardy Hansen, som han betragtede som en nær ven og mentor, valgte som den sidste taler inden afstemningen at pege på Skov Christensen som ny formand. Strube tabte afstemningen med over 200 stemmer.

### Bedrageri
Det viste sig, at Willy Strube efter nederlaget om formandsposten i SiD begyndte at bruge forbundets midler til private formål. Dette skete primært igennem firmaet I-service og dennes ejer Ole Iversen. Strube fik blandt andet leveret 470 flasker vin og sendte regningen til SiD. Da to journalister fra Danmarks Radio offentliggjorde sagen, afviste både SiD og Strube påstandene, men der kom blot flere afsløringer frem. I alt svindlede han for 1,2 millioner kroner. 17. oktober 2001 om aftenen valgte Strube at trække sig fra samtlige poster i fagbevægelsen, og to dage efter hængte han sig selv i familiens hus i Fløng.

### Privat
Ved sin død var han gift og havde 2 børn fra et tidligere ægteskab.